# Node.js
Node.js er et open source, cross-platform runtime system skabt af Ryan Dahl in 2009. De benyttes til udvikling af server-side webapplikationer. Node.js er skrevet i JavaScript og kan køres i node.js runtime på en bred vifte af platforme, herunder Microsoft Windows, Google Chrome OS, Linux, FreeBSD, Mac OS, IBM AIX, IBM System z og IBM i. Node.js er hostet og støttet af Node.js Foundation, et samarbejdsprojekt hos Linux Foundation.